# La familia del infante don Luis de Borbón
La familia del infante don Luis de Borbón es un cuadro pintado por Francisco de Goya en 1784, durante una estancia en el palacio de La Mosquera, Arenas de San Pedro (Ávila).
Se conserva en la Fundación Magnani-Rocca de Mamiano di Traversetolo, provincia de Parma (Italia). 

## Descripción del cuadro

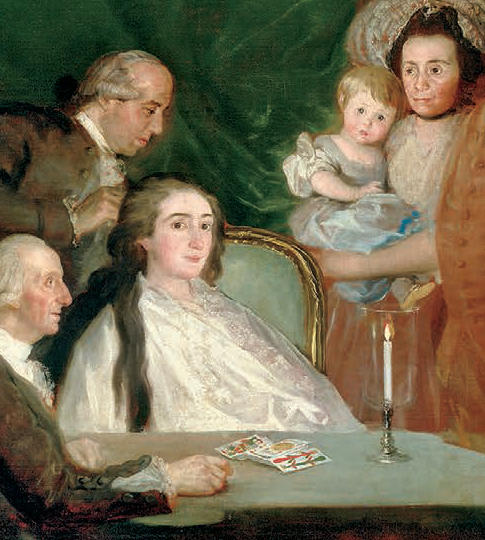
La Familia del infante don Luis de Borbón (Goya), detalle.

El lienzo recoge una escena familiar de don Luis, el tío del rey de España Carlos IV, en su destierro en el palacio de la Mosquera en Arenas de San Pedro, al que se vio abocado por su renuncia a la carrera eclesiástica y su posterior matrimonio morganático con María Teresa de Vallabriga.
En el centro del cuadro aparece el infante don Luis jugando al solitario con cartas mientras peinan a su esposa. Tras él aparecen sus hijos Luis y María Teresa.
La zona izquierda del cuadro está ocupada por el propio pintor inmortalizando la escena y por varias damas mientras que en la zona derecha aparecen varios caballeros y un ama de cría con María Luisa, la hija menor del infante, en brazos.